# Nshavan
Nshavan är en ort i Armenien.   Den ligger i provinsen Ararat, i den centrala delen av landet, 17 km söder om huvudstaden Jerevan. Nshavan ligger 886 meter över havet och antalet invånare är 1 916.
Terrängen runt Nshavan är platt åt sydväst, men åt nordost är den kuperad. Runt Nshavan är det ganska tätbefolkat, med 155 invånare per kvadratkilometer.. Närmaste större samhälle är Jerevan, 17,0 km norr om Nshavan.
Runt Nshavan är det i huvudsak tätbebyggt.